# Torrazza Coste
Torrazza Coste (Turasâ in dialetto oltrepadano) è un comune italiano di 1 593 abitanti della provincia di Pavia in Lombardia.

## Geografia fisica

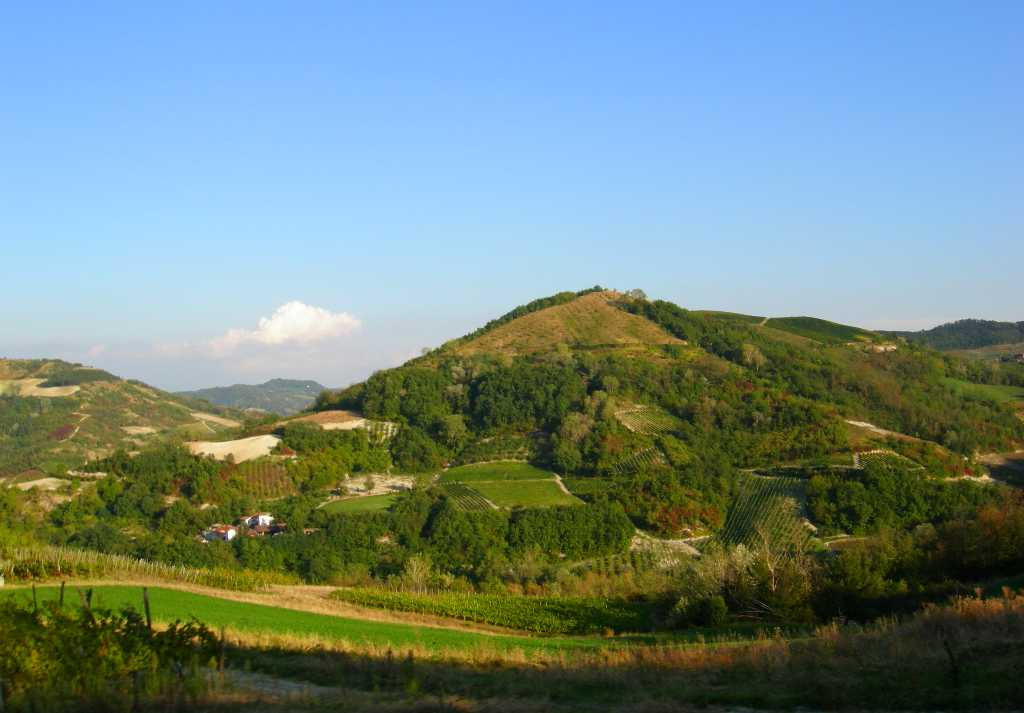
Colline

Torrazza Coste si trova a sud-est di Voghera, delimitata a nord dalla S.S. n.10 "Padana Inferiore", e ad ovest dalla S.P. "Bressana – Salice Terme". Il suo territorio si estende per 16.11 km² partendo dalla pianura a lato della S.S. n.10 "Padana Inferiore" (al confine con il Centro Commerciale Iper Montebello – 92 m s.l.m.), a salire fino alle alture collinari maggiori, rappresentate dalle frazioni di Barisonzo (280 m s.l.m.), Nebbiolo (380 m s.l.m.) e Sant'Antonino (450 m s.l.m.), fino a giungere alla punta più alta a Monte Terso, 550 m s.l.m.
Il profilo collinare di Torrazza offre immagini di spontanea e rigogliosa vegetazione, di caratteristici nuclei abitativi e di ordinate esposizioni al sole di pregiati vigneti, nel carattere consono a tutto l'Oltrepò Pavese. 
L'economia locale è prevalentemente vitivinicola, ma oggi vi si aggiungono anche le attività di nuovi imprenditori artigiani, commercianti ed industriali. Inoltre, sono emergenti nuove risorse in campo agro-turistico ed eno-gastronomico, attività per le quali il territorio e la locale cultura rurale sono particolarmente vocati.
Il vasto territorio comunale comprende:
- 11 frazioni: Barisonzo, Buffalora, Cadelazzi, Casa Nuova, Castellaro, Colombara, Mogliazza, Nebbiolo, Pragate, Sant'Antonino, Trebbio.
- 9 località: Cadé, Casa Tuono, Casarone, Cascina Costa, Giarelli, Mancapane, Maresco, Molino, Riccagioia.

## Storia
Dopo la distruzione, nel V secolo d.C., dell'antico villaggio romano di Dianum, dal tempio dedicato a Diana che sorgeva sull'altopiano del Maresco, non si ebbero più notizie dei suoi abitanti, fino a quando un diploma del XII secolo di Federico I parlò del territorio di Turris Centum Costarum come feudo appartenente al vescovo di Tortona da annettere al Principato di Pavia. Una torre con fortilizio eretta nel paese un secolo prima dava nome e vita a Torrazza Coste. 
Dopo essere stata annessa al Principato di Pavia per volere di Federico I, il territorio divenne feudo dei Beccaria, famiglia nell'influenza dei Visconti.
Le prime località note del comune di Torrazza Coste sono state quelle sui colli che dominano l'attuale capoluogo. Nebbiolo è citato fin dal 1164, quando entrò a far parte del territorio pavese. Successivamente prevalse Sant'Antonino, che fu il nome con cui fu noto il comune fino all'inizio del XIX secolo, benché già da tempo il capoluogo fosse divenuto Torrazza Coste. Nell'ambito del dominio pavese, vi ebbe signoria la famiglia Cristiani; il territorio era incluso nella podesteria o squadra di Mondondone (oggi fraz. di Codevilla), che nel XV secolo fu infeudata ai Beccaria del ramo di Pieve del Cairo. Dopo la loro estinzione nel 1591, fu infeudata ai conti Rovida di Pavia, cui restò fino alla fine del feudalesimo (le notizie che si trovano nella storia locale su una successiva infeudazione di Torrazza Coste ai Paleari sono inesatte, derivando dalla confusione con l'attuale Torrazzetta di Borgo Priolo, allora detta anch'essa Torrazza). Nel 1800 il comune di Sant'Antonino comincia a essere chiamato Torrazza Coste. Nel 1818 viene aggregato a Torrazza Coste il piccolo comune di Barisonzo, che in passato aveva fatto parte del marchesato di Montebello.

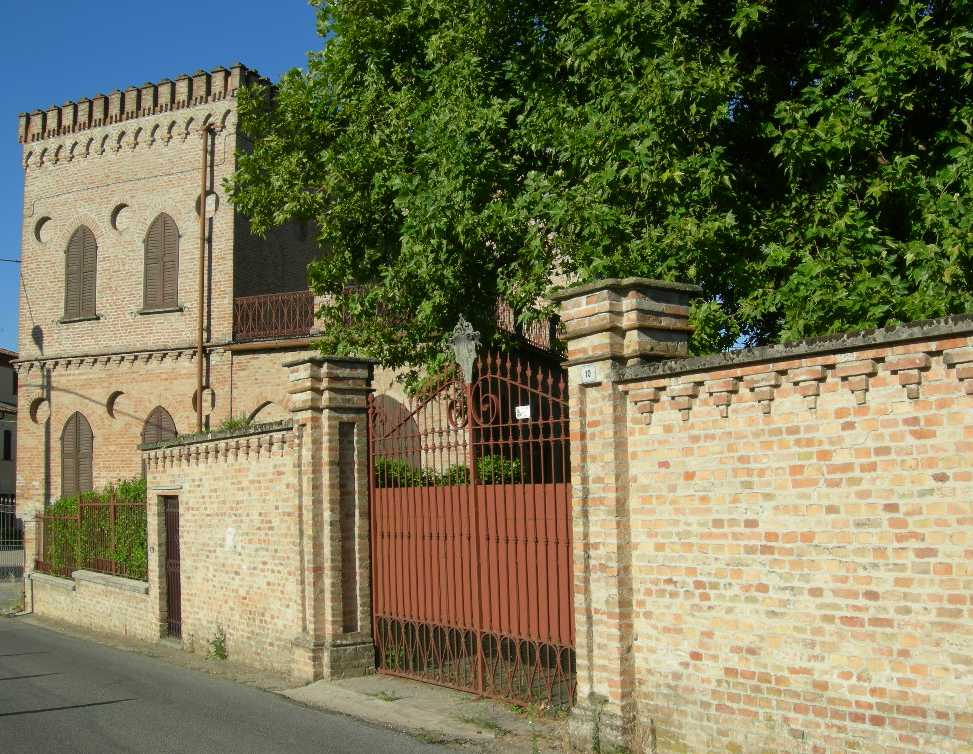
Palazzo Galotti

Dopo aver subito la dominazione spagnola prima e quella austriaca poi, Torrazza fu annessa nel 1743 al Regno Sabaudo e, dieci anni dopo, Carlo Emanuele III, decretando la fine del feudalesimo, la considerò Libero Stato, dopo aver eretto Voghera al rango di città. Fino al 1815 la sede comunale era Sant'Antonino e solo dopo quell'anno fu trasferita a Torrazza Coste. 
Si racconta che l'imperatore francese Napoleone Bonaparte soggiornò per qualche tempo a Torrazza, nel Palazzo Galotti, ancora oggi in perfette condizioni.
Terra di religiosità silenziosa, intensamente vissuta, come dimostrano le chiese di San Carlo Borromeo (patrono del paese) e di San Rocco, e le cui vicende (al di là della storia ufficiale) vanno lette negli usi e costumi del posto. Costumi che trovano la migliore espressione nei momenti di aggregazione sociale, appuntamenti ricercati nel calendario dell'attività vitivinicola (quale la vendemmia), nelle tradizionali feste locali e nelle molto sentite ricorrenze pubbliche e religiose.

### Simboli
Lo stemma e il gonfalone sono stati concessi con DPR del 30 giugno 1951.
Il gonfalone è un drappo partito di azzurro e di giallo.

## Società

### Evoluzione demografica
Abitanti censiti

### Istituzioni, enti e associazioni

#### Associazione Nazionale Città del Vino
Torrazza Coste fa parte dell'Associazione Nazionale Città del Vino, insieme ad altri 37 comuni lombardi. L'Associazione opera per la promozione e la valorizzazione delle risorse ambientali, paesaggistiche, artistiche, storiche e turistiche dei territori del vino compresi nei comuni che aderiscono, coadiuvandoli nel favorire il loro sviluppo economico e sociale.

## Cultura

### Istruzione

#### Università
Nel settore della viticoltura il ruolo della ricerca è diventato centrale. Il modello è quello del polo di Riccagioia a Torrazza Coste. Si tratta di un centro di sperimentazione e selezione clonale, che presto diverrà il fiore all'occhiello del governo regionale, un importante strumento operativo per sostenere le aziende vitivinicole lombarde, capace di servizi d'assistenza tecnica e formazione professionale.
Una sinergia fra mondo produttivo e ricerca che ha convinto la Direzione Agricoltura della Regione Lombardia a puntare sul potenziamento delle attività esistenti con una previsione di investimenti nei prossimi anni pari a circa 9 milioni di euro.
L'Ersaf, Ente regionale per i servizi all'Agricoltura e Foreste si prenderà cura infatti della trasformazione e della riqualificazione di Riccagioia, che disporrà, a lavori ultimati, anche di un vero “campus” universitario.
L'Università degli Studi di Milano ha già fatto sapere di voler trasferire, nell'Oltrepò pavese, l'intero corso di laurea in Vitivinicoltura ed Enologia. Una nuova cantina sperimentale, laboratori attrezzati e la possibilità di effettuare “prove sul campo” saranno la miglior garanzia per la qualità di formazione dei futuri tecnici enologi. Oltre alle attività didattiche e sperimentali, continuerà, con più mezzi a disposizione, il lavoro di catalogazione e studio del patrimonio genetico della vite.

### Eventi

#### Febbraio/marzo
Carnevale, festa in Torrazza Coste, con partenza di coloratissimi carri dal Piazzale Fabiani, attraverso la Via Roma, fino a giungere alla Piazza Vittorio Emanuele.

#### Maggio
1: Festa dei Lavoratori e premiazioni dei Cittadini giunti al loro 70º anno di età, presso il cortile delle scuole elementari o nel piazzale Fabiani.

S. Vittore, festa in frazione Barisonzo. 

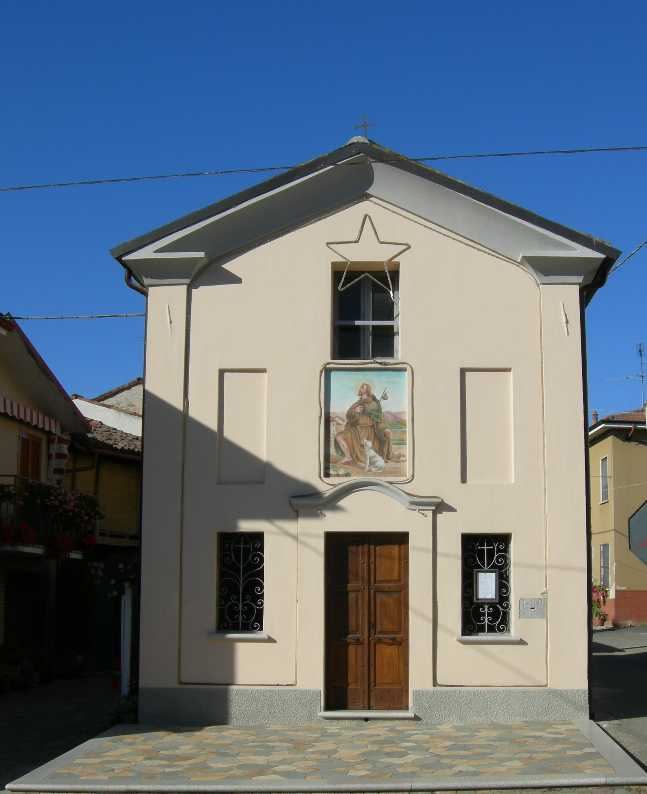
Chiesetta di San Rocco

#### Luglio
16: Madonna del Carmine, festa in Torrazza Coste.

#### Agosto
15: Assunzione S. Vergine, festa in frazione Trebbio.
16: festa di San Rocco, località Cadé, con giochi per intrattenere i bambini e lotteria.

#### Settembre
8: Natività S. Vergine, festa in località Pontazzo (frazione di Codevilla).
Festa in frazione Castellaro.

#### Novembre
4: Festa Patronale di San Carlo Borromeo in Torrazza Coste
Festa del Vino Novello, presso la Cantina Sociale "Torrevilla" in località Cadé

## Infrastrutture e trasporti
La fermata di Torrazza Coste sorgeva lungo la ferrovia Voghera-Varzi, attiva fra il 1931 e il 1966.

## Amministrazione

### Comunità montana
Fino al 2007 Torrazza Coste faceva parte della fascia bassa della Comunità Montana Oltrepò Pavese.
In seguito a modifiche e revisioni, a partire dal 1º gennaio 2008 il territorio non gode più dei benefici della Comunità Montana.